# Anthophora gracilipes
Anthophora gracilipes là một loài Hymenoptera trong họ Apidae. Loài này được Morawitz mô tả khoa học năm 1873.